# Новый год в Сербии
Новый год (серб. Нова година / Nova godina) — официальный праздник, который отмечается в стране в ночь с 31 декабря на 1 января. Выходным праздничным днём является только 1 января.

## История праздника
До начала XX века Новый год не имел такого значения в праздничном календаре сербов, как теперь. Главным праздником в те времена было православное Рождество.
После Первой мировой войны Новый год стал приобретать всё большее значение, но он по-прежнему не считался официальным праздником. Официальный статус праздник Нового года приобрёл после Второй мировой войны. Появилась также традиции украшать всё к празднику и массовых гуляний. И тем не менее, роль главного семейного праздника принадлежит все же православному Рождеству.

## Праздничный стол
На новогоднем столе из традиционных блюд всегда сарма (мясо, завёрнутое в капустный лист, аналог голубцов и долмы); блюдо из белой фасоли — пребранац, поросенок и различные виды мяса, разносолы, сухофрукты, печеное, включая традиционный колач. Главный алкогольный напиток на столе — сливовица (серб. шљивовица / šljivovica).

## Герои праздника
Современное празднование Нового года в Сербии не обходится без Деда Мороза (серб. Деда Мраз / Deda Mraz) и Снегурочки (серб. Снегулица / Snegulica), популярность которых стала возрастать с середины XX века. Но традиционным сербским героем этого праздника считается Божич-Бата (серб. Божић Бата / Božić Bata), который приносил подарки детям в оставленный ими накануне вечером чулок. Согласно произведениям Йована Йовановича-Змая, Божич-Бата — это младенец Иисус, однако историк и литературовед Божидар Ковачек предположил, что имя Бата происходит от глагола «батати» — ударять, так как во многих рождественских песнях поётся «Божић, Божић Бата на обоja врата», то есть, стучит во все двери. Божич-Бата живёт в сербских горах и едет на санях, запряженных двумя конями — чёрным, враном (серб. ворон) и белым, соко (серб. сокол). Детям он дарит шоколадки, фрукты, орехи и традиционные игрушки. На данный момент популярность Божича-Баты возрастает, а его имя является синонимом имени Деда Мороза.
Сербский Дед Мороз одевается точно так же, как его российский коллега или как Санта-Клаус (серб. Санта Клоз / Santa Kloz). Божич-Бата одет в сербский народный костюм: носит зелёные штаны, чёрные или красные носки, опанки (кожаная обувь) и шубару (шерстяная шапка наподобие папахи или молдавской кушмы). Довольно часто Божича-Бату изображают в костюме из окрестностей Пирота на юге Сербии.

## Старый Новый год
В Сербии, также как и в России, принято отмечать Старый Новый год, который называется «Сербский Новый год» (серб. Српска Нова година / Srpska Nova godina).